# Biała (Bielsko-Biała)
Biała (niem. Biala, w lokalnym dialekcie Beil), w latach 1925–1950 Biała Krakowska – dawne miasto, a obecnie wschodnia część śródmieścia Bielska-Białej. Historia Białej sięga drugiej połowy XVI wieku, gdy powstała jako niewielka osada rzemieślnicza na prawym brzegu rzeki o tej samej nazwie w granicach wsi Lipnik. W 1613 usamodzielniła się od niej, a w 1723 uzyskała prawa miejskie. W 1925 Lipnik stał się częścią Białej, a ta w 1951 wraz z Bielskiem utworzyła jeden organizm miejski o nazwie Bielsko-Biała. Współcześnie określenie „Biała” odnosi się przede wszystkim do historycznego centrum dawnego miasta z czasów sprzed przyłączenia Lipnika, występuje też w nazwie kilku osiedli – jednostek pomocniczych gminy. Biała, jako prawobrzeżna część dwumiasta, zaliczana jest do obszaru Małopolski, w odróżnieniu od lewobrzeżnego Bielska leżącego na Śląsku Cieszyńskim.

## Położenie

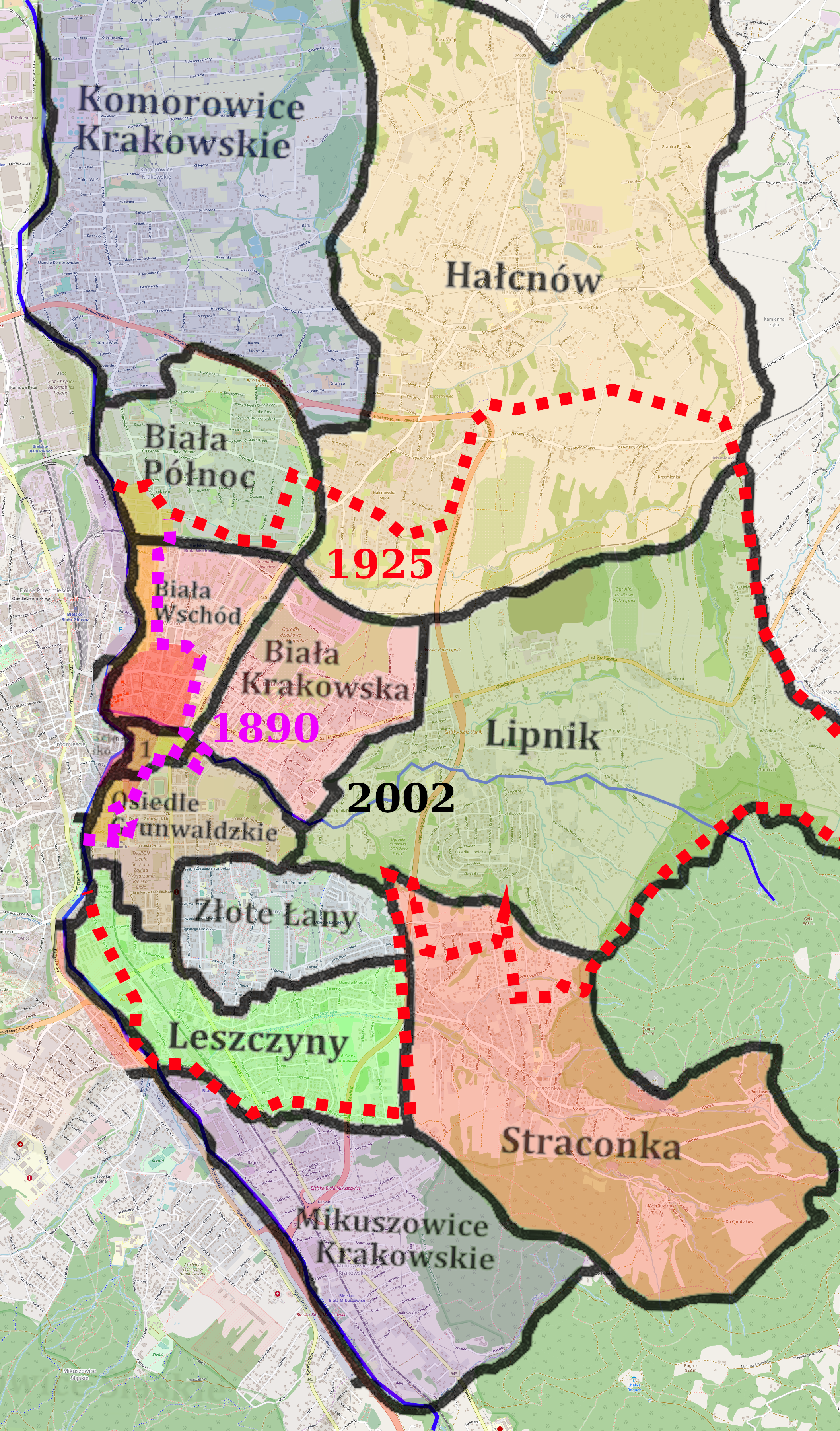
Zmiany granic Białej na przestrzeni lat na tle współczesnego podziału na osiedla

W najwęższym rozumieniu do Białej zalicza się obszar obrębu ewidencyjnego Biała Miasto (kod TERYT 246101_1.0005), który odzwierciedla granice miasta sprzed 1872. To niewielki obszar o powierzchni 50 ha, którego granice biegną:
- na zachodzie – rzeką Białą
- na północy – linią nieistniejącej już młynówki między ulicą Komorowicką a Nadbrzeżną, ulicą Towarzystwa Szkoły Ludowej, a następnie do ulicy Wyzwolenia na wysokości zakładów Polsport i dawnego cmentarza żydowskiego
- na wschodzie – ulicą Wyzwolenia, potem nieregularną linią w rejonie placu Opatrzności Bożej pozostawiającą po stronie Białej kościół Opatrzności Bożej, ale poza nią południową pierzeję placu, dawną likiernię Grossa i skrzyżowanie z ulicą Żywiecką, a następnie ulicą Broniewskiego
- na południu – ulicą Zieloną i Dworkową, przy czym park przy ulicy Zielonej tworzy wąski cypel przynależny do Białej

Poprzez rzekę graniczy z Dolnym Przedmieściem, z pozostałych trzech stron jest otoczona przez obręb ewidencyjny Lipnik.
W 1872 dokonano poszerzenia Białej o gminę Przedmieście Biała (Vorstadt Biala) tworzoną przez Przedmieście Komorowickie na północy (wzdłuż ulicy Komorowickiej), Przedmieście Lipnickie na wschodzie (300-metrowy odcinek ulicy Lipnickiej) i Przedmieście Żywieckie nazywane też Blichem (Bleiche) na południu (około 500 dodatkowych metrów wzdłuż brzegu rzeki). Nowe granice wciąż jednak nie odzwierciedlały realiów urbanistycznych i funkcjonalnych, w granicach Lipnika formalnie znajdował się m.in. końcowy odcinek dzisiejszej ulicy 11 Listopada, bialski dworzec kolejowy czy katolicki cmentarz parafialny przy ulicy Cmentarnej, które są dziś zwyczajowo postrzegane jako leżące „w Białej”.
Zgodnie z uchwalonym w 2002 podziałem na osiedla (jednostki pomocnicze gminy), istnieją cztery z „Białą” w nazwie:
- Biała Śródmieście – obejmuje osiedle Śródmiejskie oraz rejon placu Ratuszowego i plac Opatrzności Bożej
- Biała Wschód – pomiędzy ulicą Stojałowskiego na południu, ulicą Lwowską i Wyzwolenia na wschodzie, linią kolejową nr 117 na północy i rzeką na zachodzie
- Biała Krakowska – obejmuje obszar tzw. Kopca Lipnickiego ograniczony na południu przez ulicę Lipnicką, na wschodzie przez linię biegnącą w pobliżu ulic Tkaczy, Świerkowej, Róż i Przybyszewskiego, na północy przez linię kolejową nr 117, a na zachodzie przez ulice Lwowską i Wyzwolenia
- Biała Północ – obejmuje dzielnicę zwyczajowo nazywaną Obszary, która historycznie leżała na pograniczu Lipnika, Hałcnowa i Komorowic

Południowa część historycznej Białej należy do jednostki o nazwie Osiedle Grunwaldzkie.

## Historia

Herb Białej

Rozwój terytorialny Białej na przestrzeni wieków

Korzenie Białej sięgają drugiej połowy XVI wieku. Pierwsza pisemna wzmianka pochodzi z 1564 i mówi o małej osadzie rzemieślniczej (głównie płócienników i sukienników) złożonej z trzynastu domów. Ulokowana była blisko ujścia Niwki (Potoku Lipnickiego) do Białej, najprawdopodobniej w rejonie dzisiejszej ulicy Łukowej długo nazywanej Alte Gasse (Stara Ulica). Pierwsi mieszkańcy pochodzili najprawdopodobniej z przedmieść sąsiedniego Bielska. Przeszli oni na drugą stronę rzeki skuszeni możliwością wzniesienia nowych domów w sytuacji blokady budowlanej nałożonej przez bielską radę miejską i sporów pomiędzy ludnością przedmieść a uprzywilejowanymi „wielkomieszczanami” z miasta lokacyjnego. Osada powstała na gruntach wsi Lipnik, od której się usamodzielniła w 1613. W połowie XVII stulecia liczyła już około 40–60 rodzin, niemieckojęzycznych i wyznania luterańskiego. Z roku 1646 zachowana jest informacja o 56 domach. Rozwój Białej – przede wszystkim wzdłuż Niwki – wiązał się w tym czasie z napływem uchodźców z sąsiedniego Śląska w związku z wojną trzydziestoletnią i kontrreformacją.

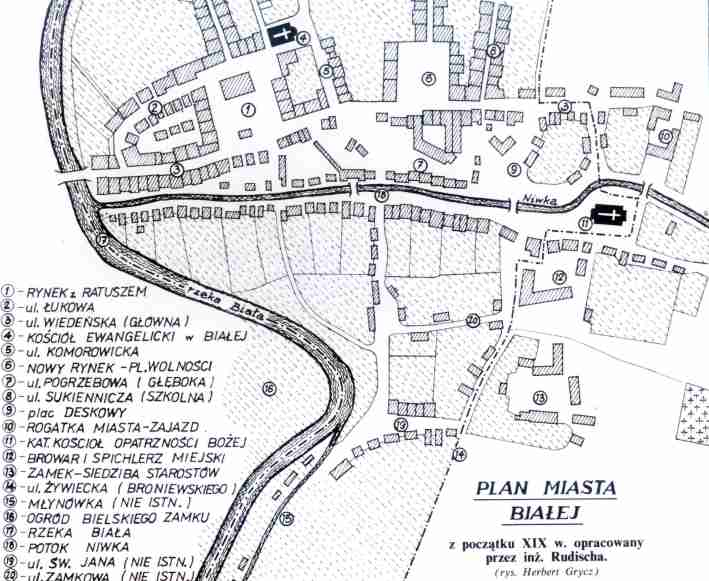
Biała na początku XIX wieku

9 stycznia 1723 Biała otrzymała prawa miejskie. Liczyła wtedy zaledwie 40 zamieszkałych domów i około 300 mieszkańców. Doszło do nowego rozplanowania urbanistycznego, w centrum którego znalazł się prostokątny rynek – dzisiejszy plac Wojska Polskiego. Zabudowa była w całości drewniana. W 1760 poszerzono obszar miasta, pierwotnie ograniczony do 12,5 ha, o jurydykę starostów lipnickich, w konsekwencji czego liczba mieszkańców wzrosła do około 1,5 tysiąca, a domów do 200. To na terenie jurydyki znajdowała się kaplica katolicka przekształcona po 1760 w pełnoprawny kościół p.w. Opatrzności Bożej. Kościół ewangelicki przy rynku zbudowano w latach 1792–1798. Wielkim przekształceniom urbanistycznym Biała została poddana w latach 80. XVIII wieku w związku z budową traktu środkowogalicyjskiego, którego część stanowi obecna ulica 11 Listopada. Wytyczony wtedy został też Nowy Rynek – obecny plac Wolności. W krajobrazie zagościła nowa, murowana zabudowa w tzw. stylu józefińskim; pod koniec stulecia już 40% z 297 budynków było murowanych.

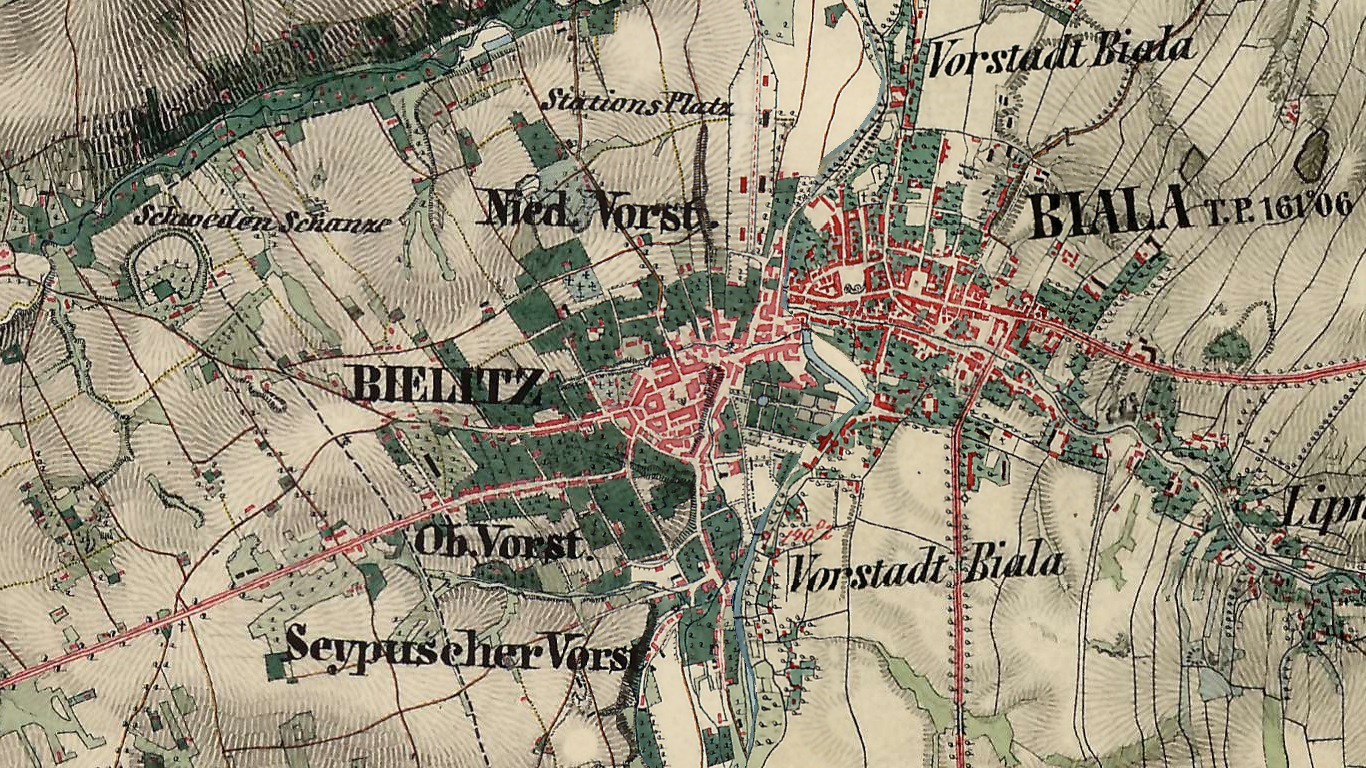
Bielsko i Biała wraz z przedmieściami około 1855

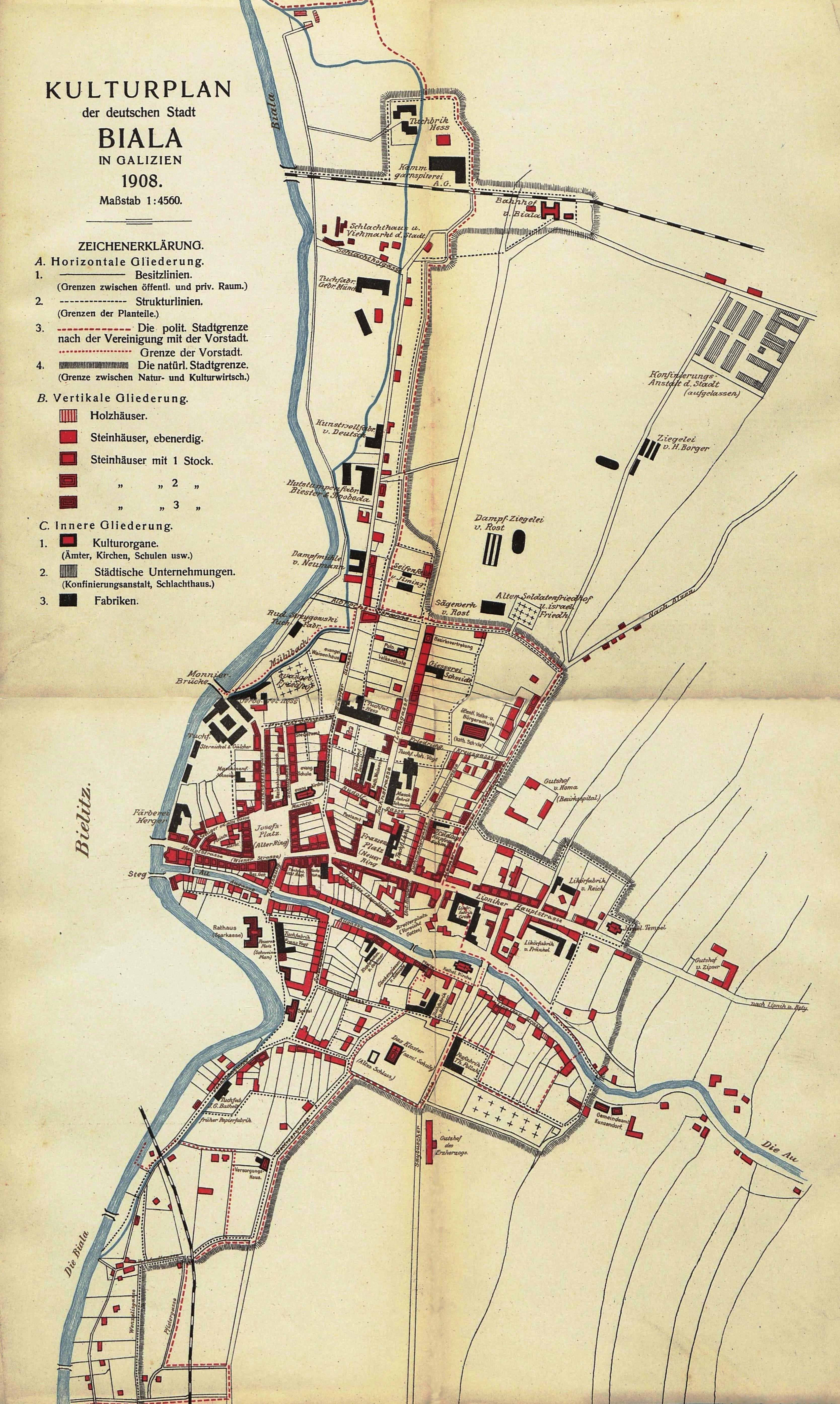
Mapa Białej z 1908 z zaznaczeniem granicy administracyjnej i „naturalnej”

W 1795 doszło w atmosferze sporów do ponownego wyznaczenia granicy między Białą a Lipnikiem, przy którym miasto straciło część pozyskanej trzydzieści pięć lat wcześniej jurydyki. Niewielkich korekt dokonano w 1799, gdy doszło do ostatecznego wyodrębnienia miasta z dóbr lipnickich. W 1801 włączono jednak pod względem sądowym pod jurysdykcję bialskiego magistratu obszaru przedmieść: Lipnickiego, Komorowickiego oraz Żywieckiego (Blichu), który w 1832 został wyodrębniony jako osobna gmina Przedmieście Biała (Vorstadt Biala) z około tysiącem mieszkańców. Wobec obowiązującego od 1757 do 1848 zakazem osiedlania się Żydów w Białej, to właśnie na przyległych lipnickich terenach, które się urbanizowały i związane były funkcjonalnie bardziej z miastem niż macierzystą wsią, skupiała się ta grupa ludności.

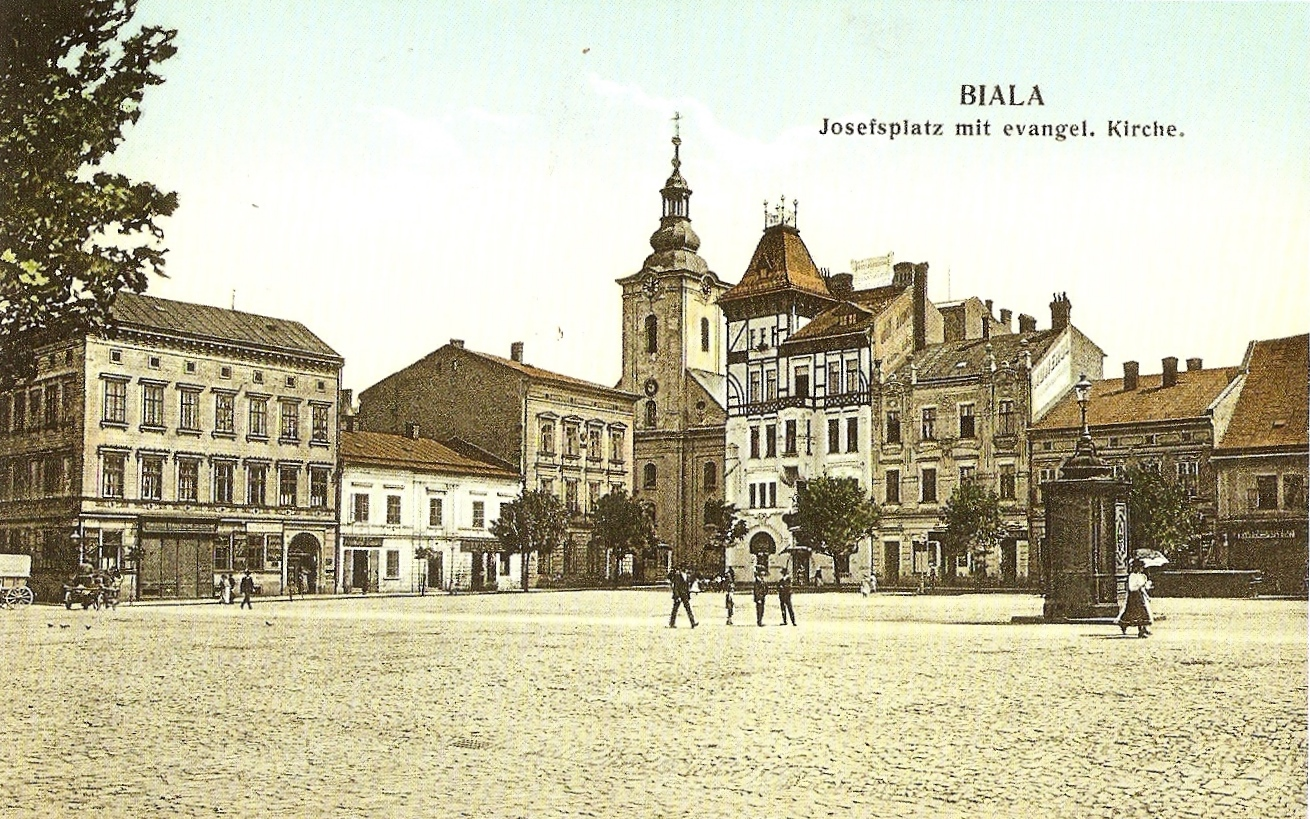
Rynek bialski (plac Wojska Polskiego) na pocztówce z 1908

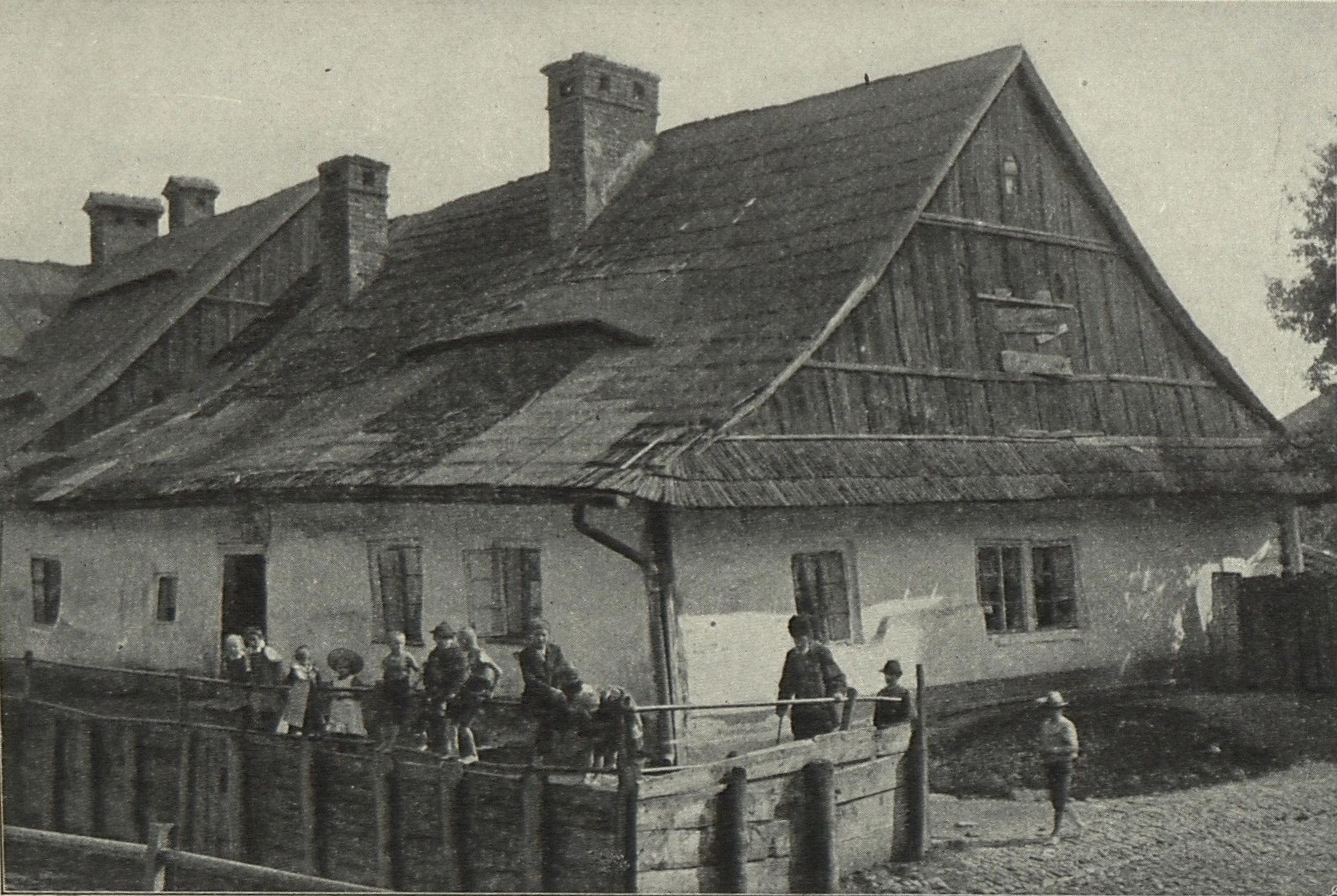
Dom Czekańskich nad Niwką na fotografii z około 1907

W 1872 dokonano połączenia Białej z gminą Biała Przedmieście. Miasto zwiększyło swoją powierzchnię z 50 do 126,6 ha i przede wszystkim pozyskało rozległe tereny na północy wzdłuż ulicy Komorowickiej, gdzie rozwinęła się z czasem zwarta dzielnica przemysłowa (jakkolwiek zakłady były rozproszone po całej Białej). Wciąż jednak było ograniczone terytorialnie, poza miastem formalnie znajdował się np. katolicki cmentarz parafialny czy otwarty w 1888 dworzec kolejowy na linii Bielsko–Kalwaria. Zabudowa bialska płynnie przechodziła w lipnicką, a z drugiej strony postępowała integracja urbanistyczna, gospodarcza, społeczna i funkcjonalna z miastem Bielskiem po drugiej stronie rzeki. W 1880 Biała liczyła 7251 mieszkańców w 392 domach, w tym 70,1% niemiecko-, 25,3% polskojęzycznych, 3,2% posługujących się językiem jidysz lub hebrajskim i 1,3% czesko-, słowacko- lub ukraińskojęzycznych; 73% katolików, 16,3% protestantów i 10,4% żydów. Dwóch ważnych inwestycji doczekała się w 1897: oddano do użytku drugą przeprawę przez rzekę w postaci mostu Monniera (obecnie Włókniarzy), a także wzniesiono nowy gmach magistratu i komunalnej kasy oszczędności (obecny bielsko-bialski ratusz). W 1908 było już tylko osiem drewnianych domów – te relikty starej zabudowy najdłużej zachowały się nad Niwką, której pierwszy odcinek (od ujścia do placu Ratuszowego) skanalizowano w latach 1912–1914. Tzw. dom Czekańskich z 1626, ostatni budynek pamiętający czasy Białej jako wsi, rozebrano w 1913.
Wieloletnie starania o zniesienie sztucznego ograniczenia terytorialnego zwieńczone zostały w 1925 włączeniem w skład miasta całej gminy Lipnik i utworzeniem tzw. Wielkiej Białej o ponad szesnastokrotnie większej powierzchni oraz dwuipółkrotnie większej populacji (do 19 241). Według danych z 1929 roczne dochody miasta wynosiły 1 319 270 zł, a wydatki 1 318 020 zł. Rozwój urbanistyczny postępował przede wszystkim w kierunku południowym, gdzie powstawały nowe osiedla z przewagą domów jednorodzinnych. W 1940 decyzją władz okupacyjnych Biała została formalnie włączona w skład Bielska, a dwa lata później poszerzono jej granice na północy o fragment Komorowic. Bezpośrednio po II wojnie światowej powrócono do podziału, dokonując jednak ponownego połączenia miast już w 1951.

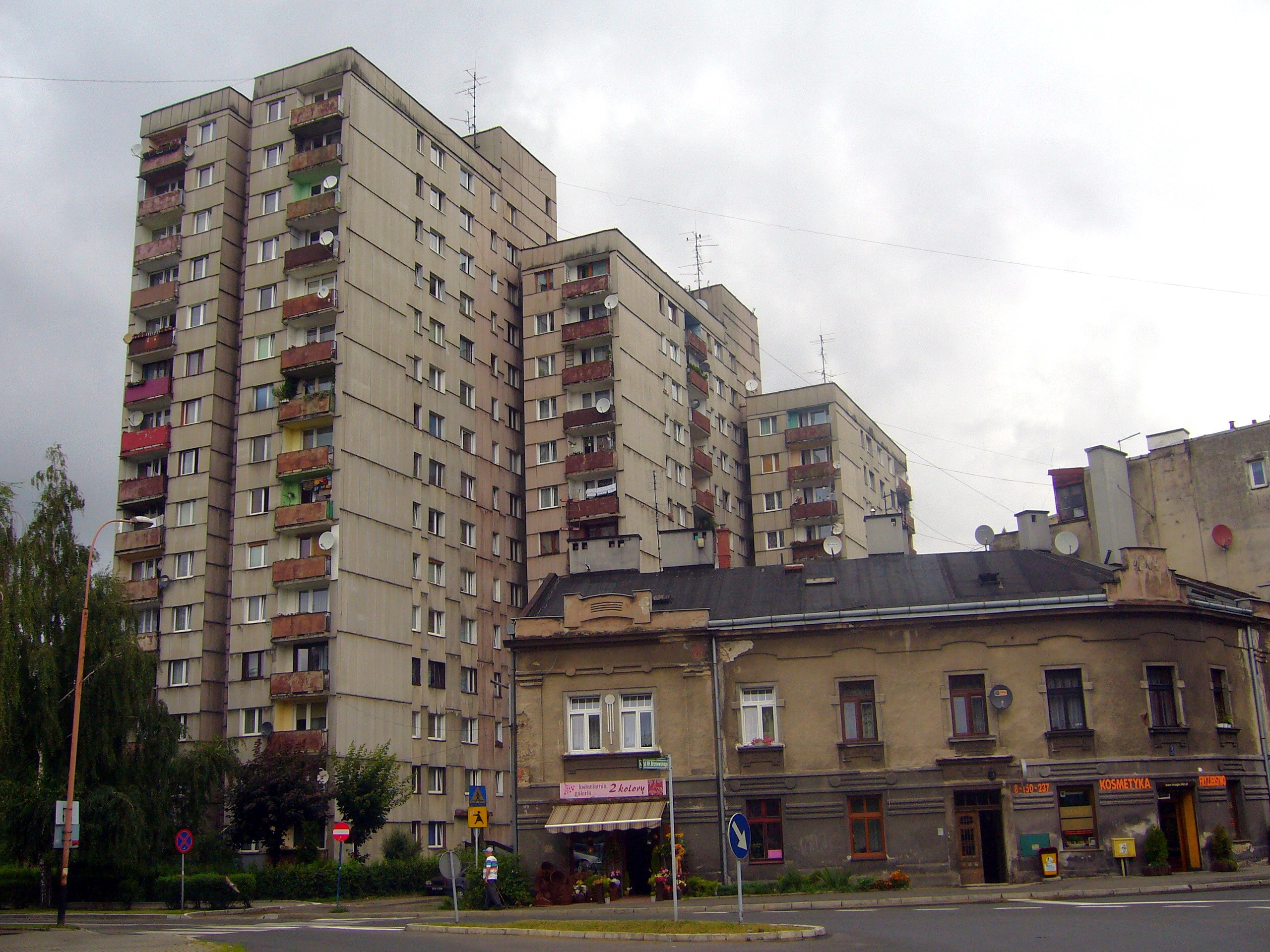
Kontrasty architektoniczne w rejonie osiedla Śródmiejskiego

Wielki wpływ na kształt historycznego centrum Białej miała budowa wielkopłytowego osiedla Śródmiejskiego („Manhattanu”) pomiędzy ratuszem a dawnym dworem starostów lipnickich w latach 70. XX wieku. W tym samym czasie dokończono kanalizację Niwki i wybudowano most w ciągu ulicy Stojałowskiego, co pozwoliło na przekształcenie ulicy 11 Listopada (wówczas Dzierżyńskiego) w strefę pieszą. W związku z budową Spółdzielczego Domu Handlowego „Klimczok” (otwarty w 1988 określany był jako największy w Polsce) wyburzono północno-zachodni narożnik placu Wojska Polskiego. Po 1989 adaptowano na inne cele, głównie handlowo-usługowe, wiele pofabrycznych obiektów w Białej, wciąż jednak w ścisłym centrum działają zakłady Befaszczot (fabryka szczotek i pędzli) przy ulicy Paderewskiego oraz Zipper (producent zamków błyskawicznych) przy ulicy Legionów. W 2017 łącznie w granicach osiedli samorządowych Biała Śródmieście i Biała Wschód zamieszkiwało 5 797 osób.

## Zabytki
- ulica 11 Listopada – historyczna oś Białej i główny deptak handlowy
  - kamienice w stylu józefińskim
  - pomnik Reksia
- plac Wojska Polskiego – rynek bialski („stary”)
  - kamienica Pod Żabami
  - kościół Marcina Lutra
  - pomnik postaci z serialu Porwanie Baltazara Gąbki
- plac Wolności – drugi rynek bialski („nowy”)
  - dawny hotel Pod Orłem
  - dawny dom cechowy (1812)
- ratusz
- kościół Opatrzności Bożej
- pałacyk Emanuela Rosta juniora
- willa Emanuela Rosta seniora przy ulicy Legionów 21 (≈ 1889)
- kamienica Kwiecińskich na rogu ulic Legionów i Piłsudskiego (≈ 1900)
- cmentarz ewangelicki przy ulicy Piłsudskiego
- Dom Żołnierza
- zabytkowe gmachy szkolne:
  - dawna szkoła ewangelicka przy ulicy Komorowickiej 13 (1870, obecnie Szkoła Podstawowa nr 10)
  - dawna miejska szkoła ludowa przy ulicy Piłsudskiego 47 (1874, obecnie Szkoła Podstawowa nr 9)
  - dawna polska szkoła ludowa przy ulicy Legionów 25 (1898)
  - dawne polskie seminarium nauczycielskie przy ulicy Komorowickiej 27–29 (1910, obecnie Zespół Szkół Ekonomicznych)

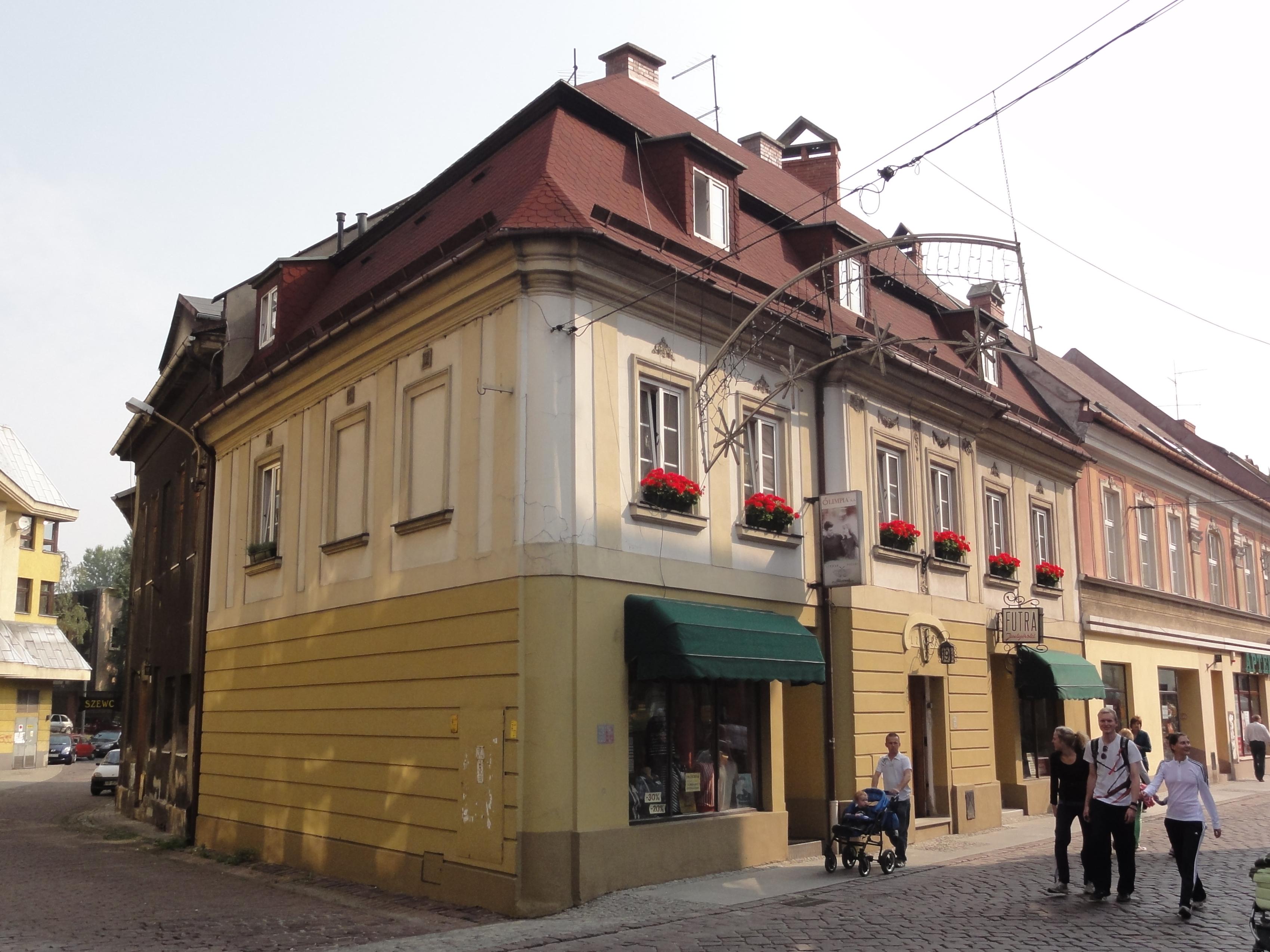
Kamienica z 1783 przy ulicy 11 Listopada
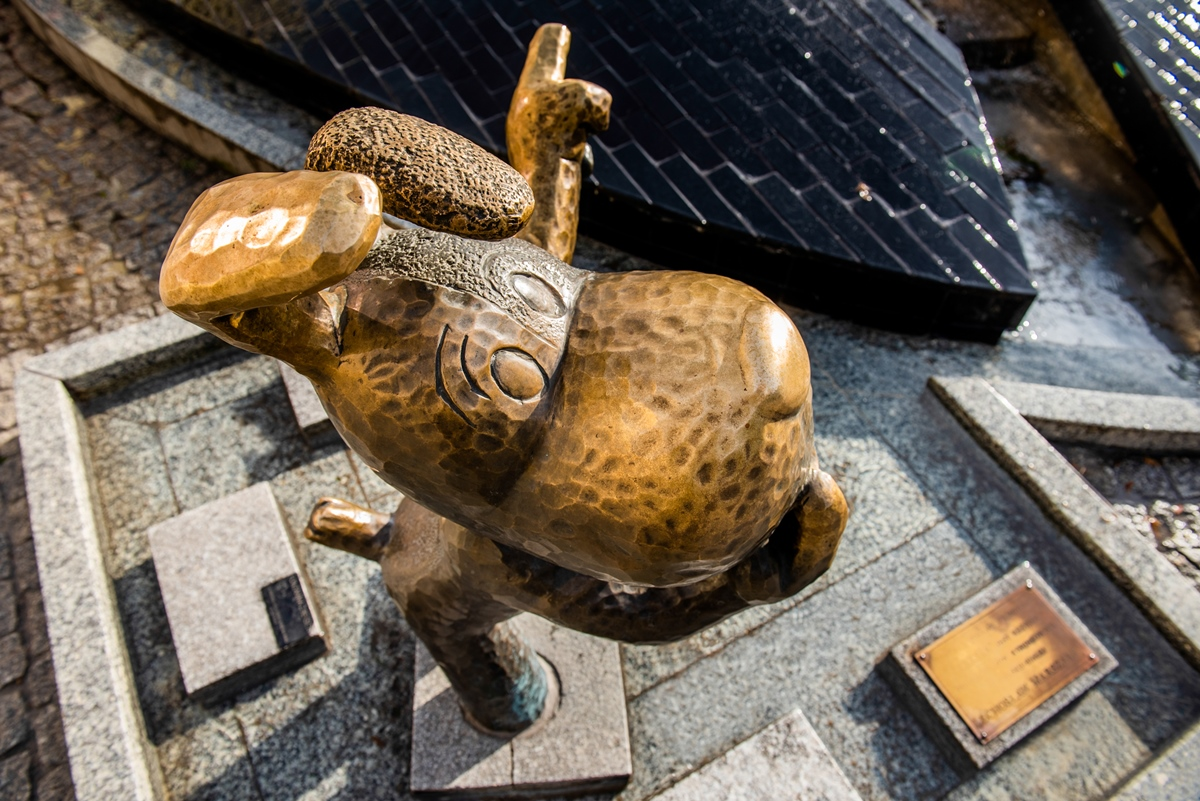
Pomnik Reksia
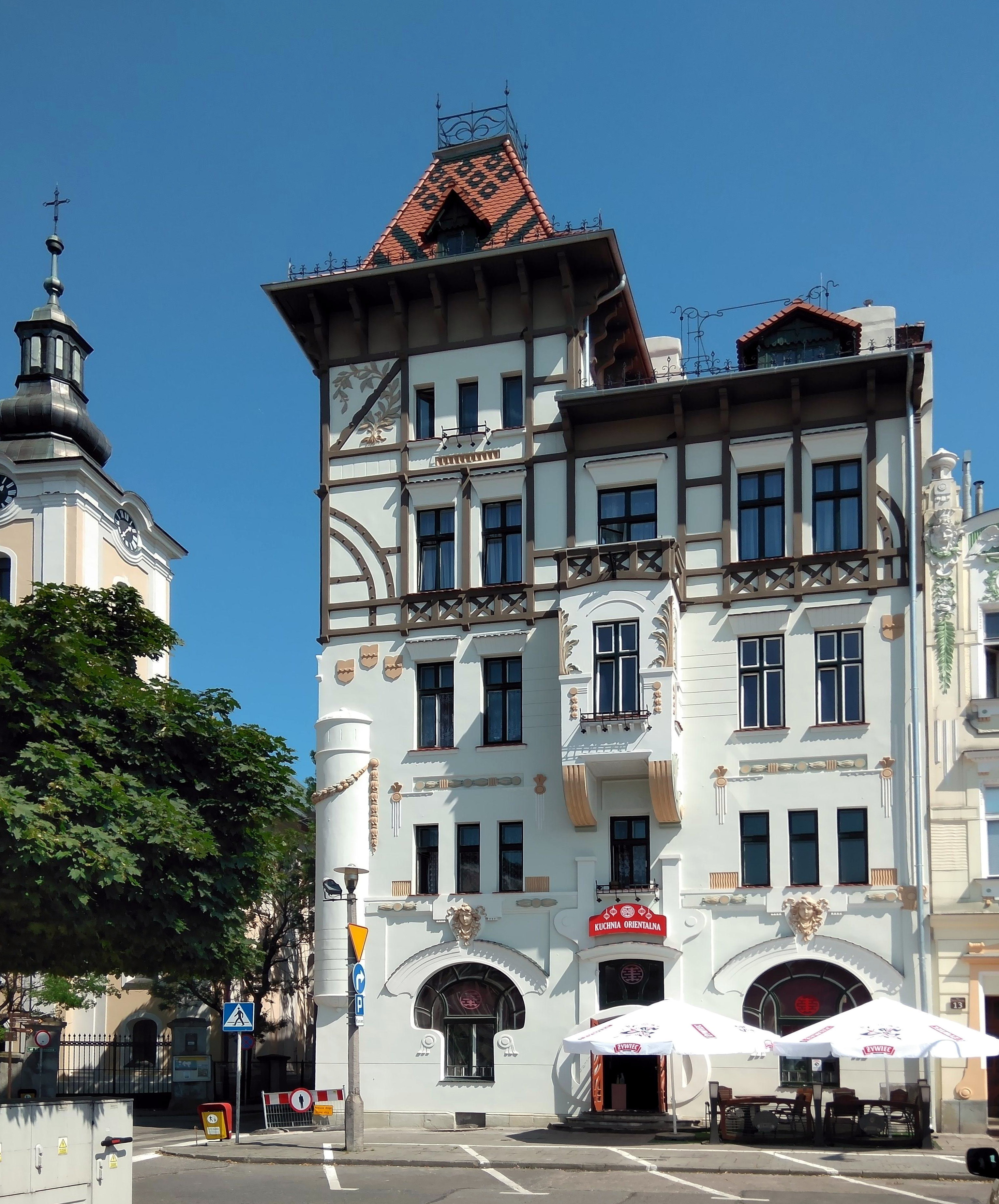
Kamienica Pod Żabami
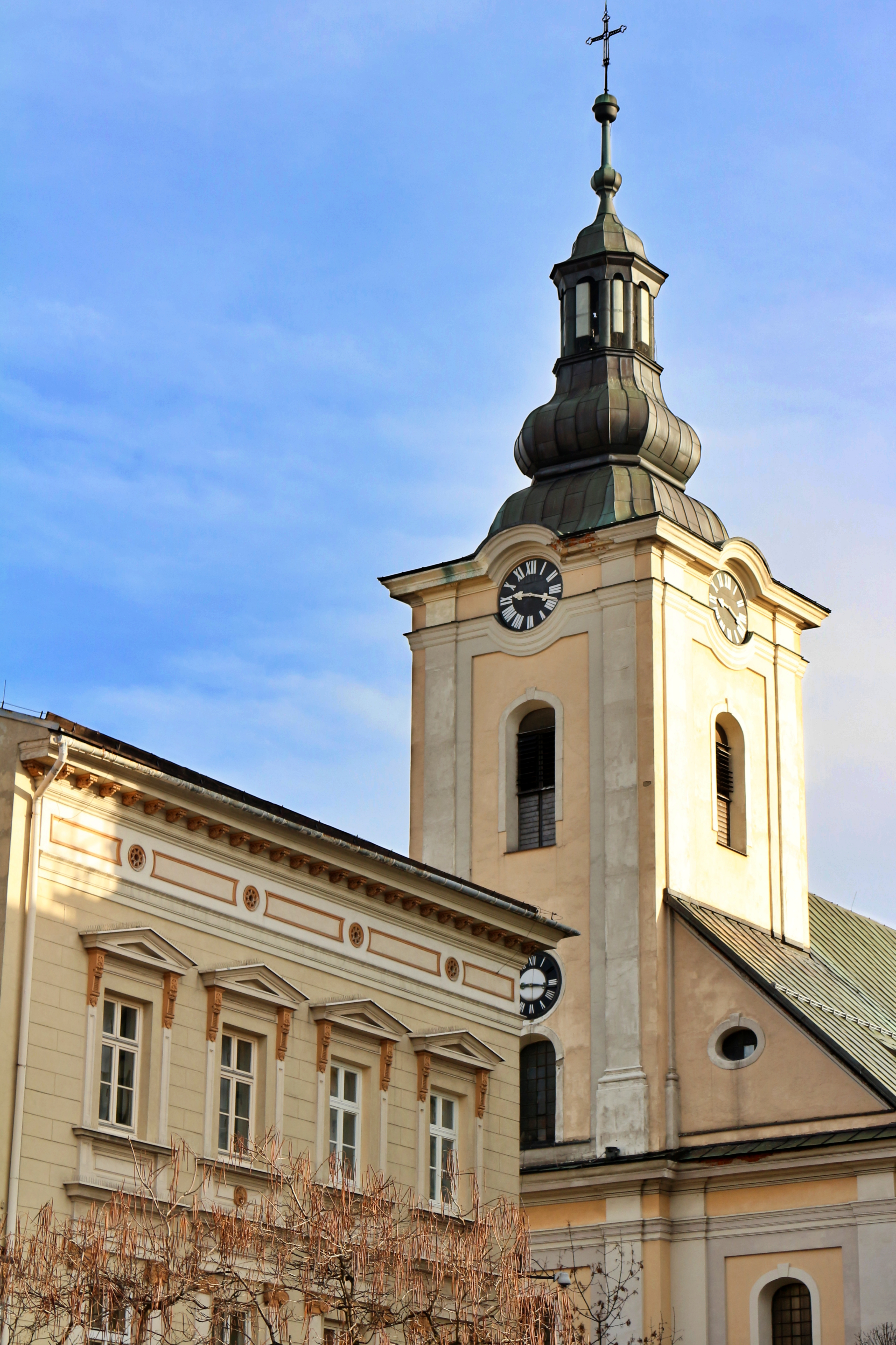
Wieża kościoła Marcina Lutra
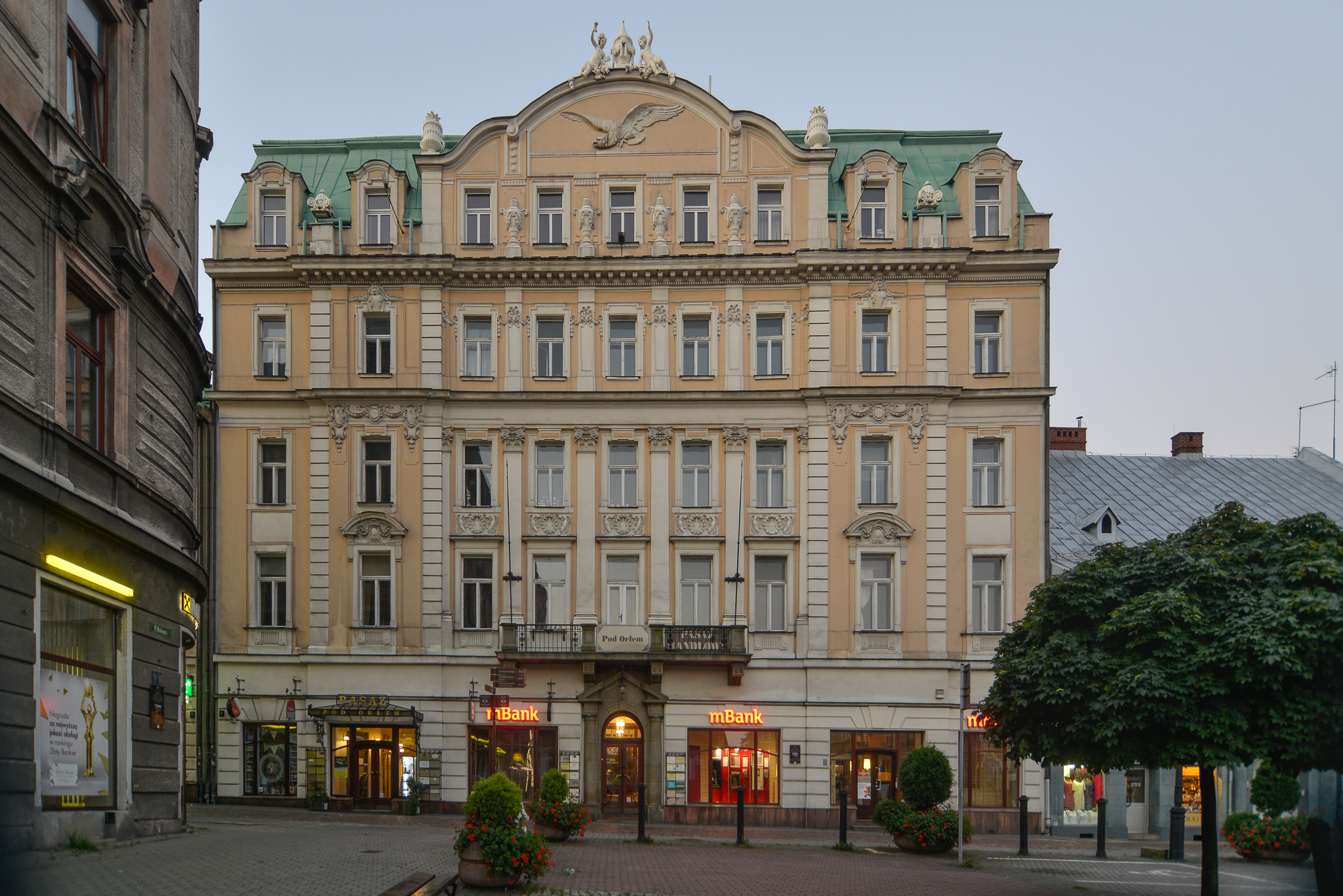
Hotel Pod Orłem
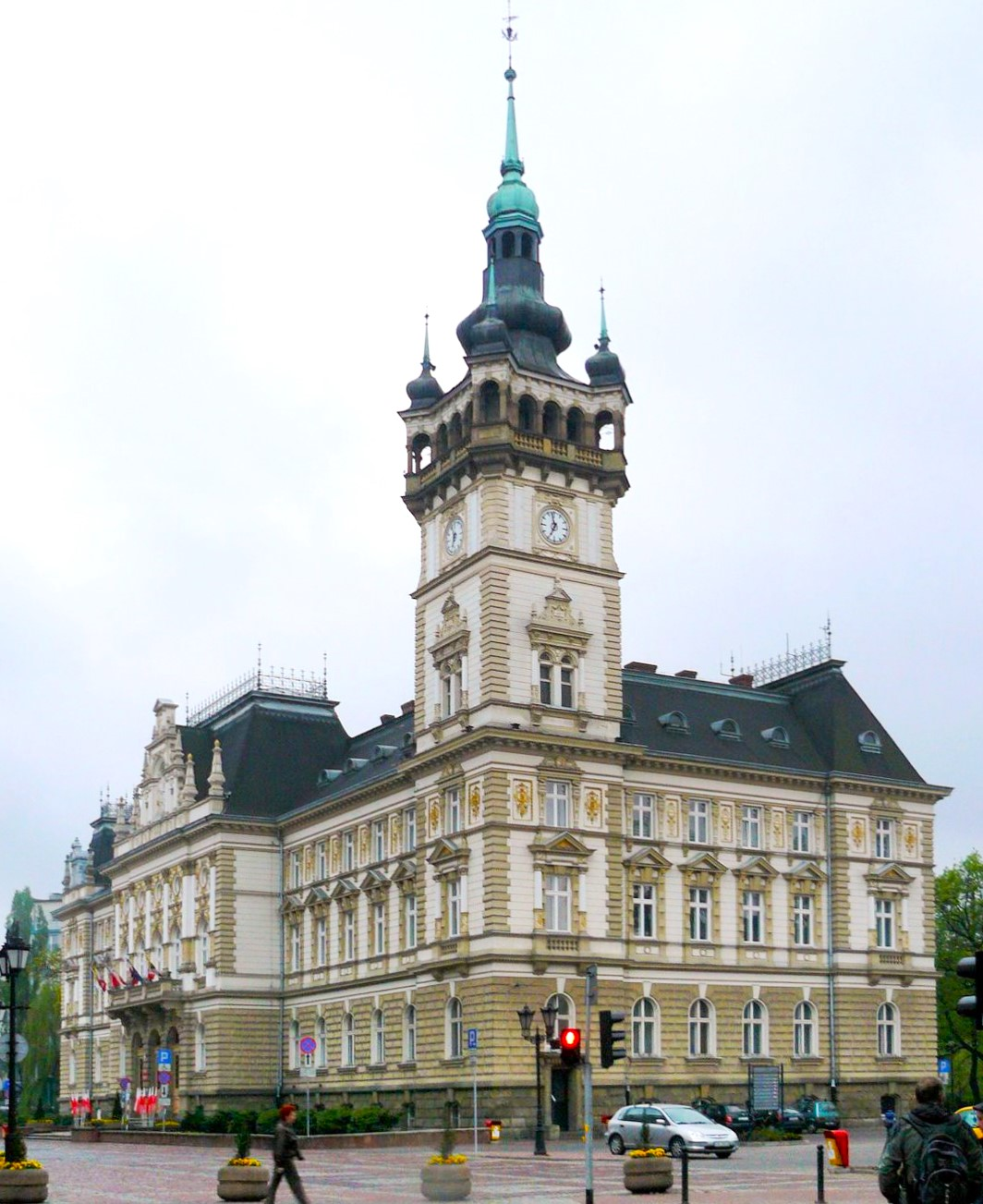
Ratusz
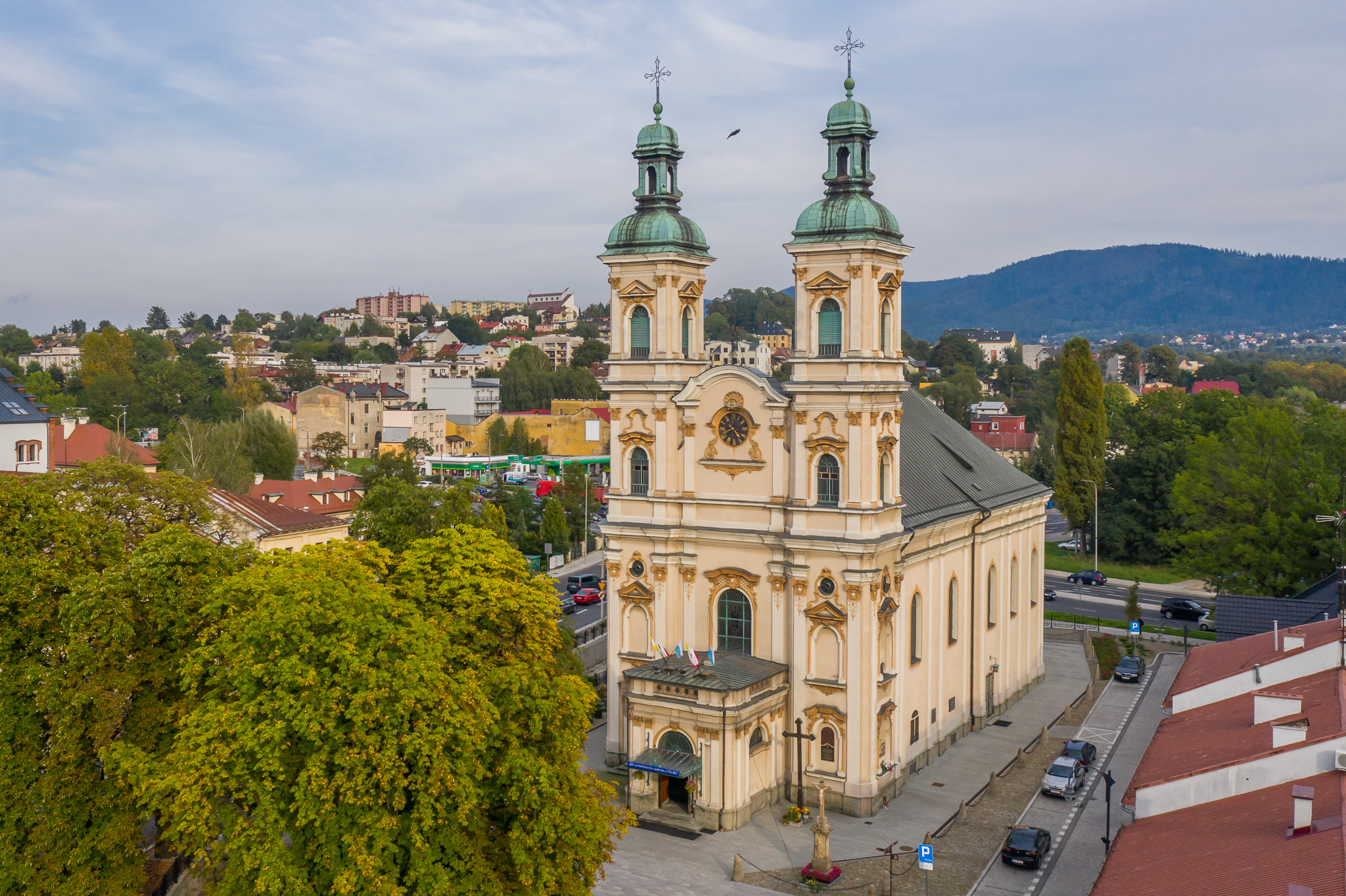
Kościół Opatrzności Bożej
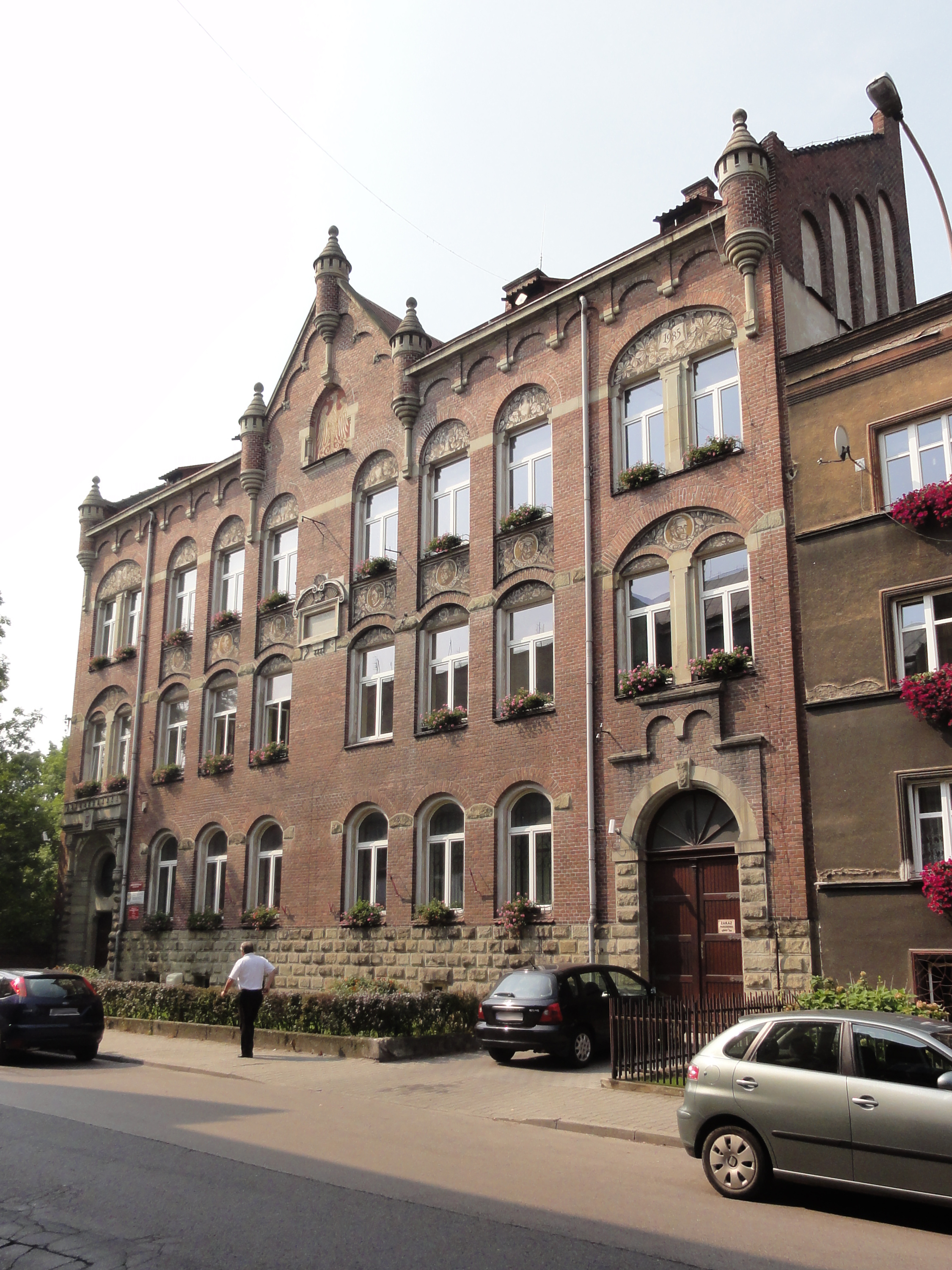
Dawna polska szkoła ludowa